# Homme au bain
Homme au bain (Brasil: Homem no Banho ) é um filme francês de 2010, dirigido por Christophe Honoré, estrelando François Sagat e Chiara Mastroianni. O filme estreou no Festival Internacional de Cinema de Locarno, na Suíça, em 2010 e começou a ser exibido nos cinema em 22 de setembro de 2010.
Este é o segundo filme que o ator pornográfico François Sagat atuou como ator principal desde L.A. Zombie. O diretor  Christopher Honoré contou ao site gay Yagg.com que estava interessado em Sagat pois ele "redefine o conceito de masculinidade". Sagat foi o único ator a ter dois filmes exibidos no mesmo período no festival.

## Sinopse
Emmanuel é um gay que vive com seu companheiro, o cineasta Omar perto de Paris. Após uma briga do casal, Emmanuel deixado para trás sofrendo enquanto Omar viaja para Manhattan, Estados Unidos. O filme acompanha a vida de ambos de maneira separada.

## Elenco
- François Sagat como Emmanuel
- Chiara Mastroianni como Actress
- Rabah Zahi como Rabah
- Omar Ben Sellem como Omar
- Kate Moran como Kate
- Lahcen el Mazouzi como Hicham
- Andréas Leflamand como Andréas
- Ronald Piwele como Ronald
- Sebastian D'Azeglio como Homem com bigode
- Sébastien Pouderoux como noivo de Kate
- Dennis Cooper como Robin
- Dustin Segura-Suarez